# Félix-François Barthélémy Genaille
Félix-François Barthélémy Genaille né le 23 août 1826 à Monceau-lès-Leups (Aisne) et mort le 27 novembre 1885 à Asnières-sur-Seine est un peintre français.

## Biographie
Félix-François Barthélémy Genaille est le fils de Louis Isidore Genaille, manouvrier, et de Marie Thérèse Sophie Berger.
Élève d'Henry Scheffer, il expose au Salon de 1846 à 1883.
Veuf d'Amélie Thévenin, il épouse en secondes noces Zélia Tulin.
Félix-François Barthélémy Genaille meurt le 27 novembre 1885 à son domicile au 72, rue des Bourguignons, à Asnières-sur-Seine.